# Śnieżne Kotły

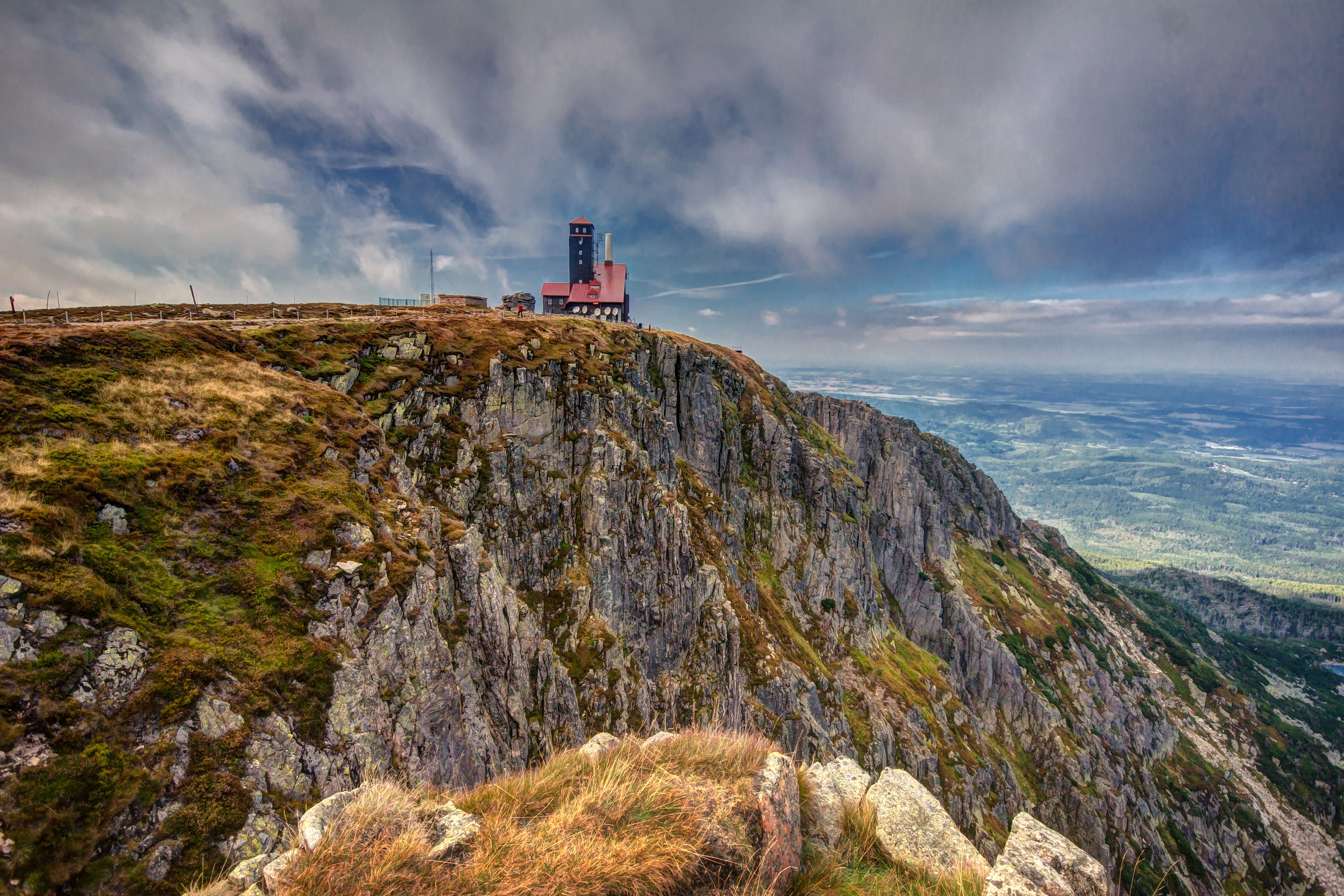
Śnieżne Kotły, widok na stację przekaźnikową, wrzesień 2012

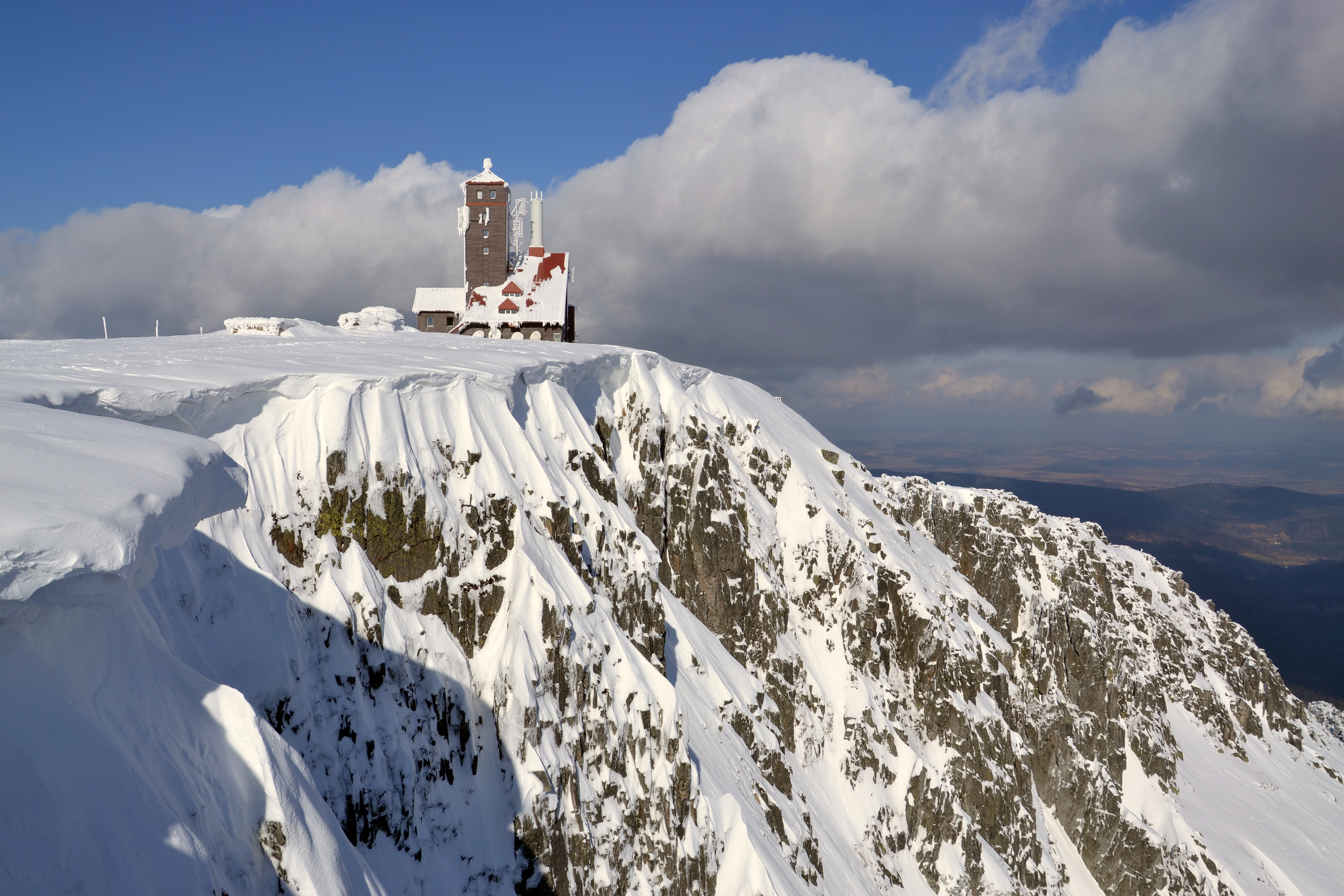
Śnieżne Kotły, widok na stację przekaźnikową, luty 2018

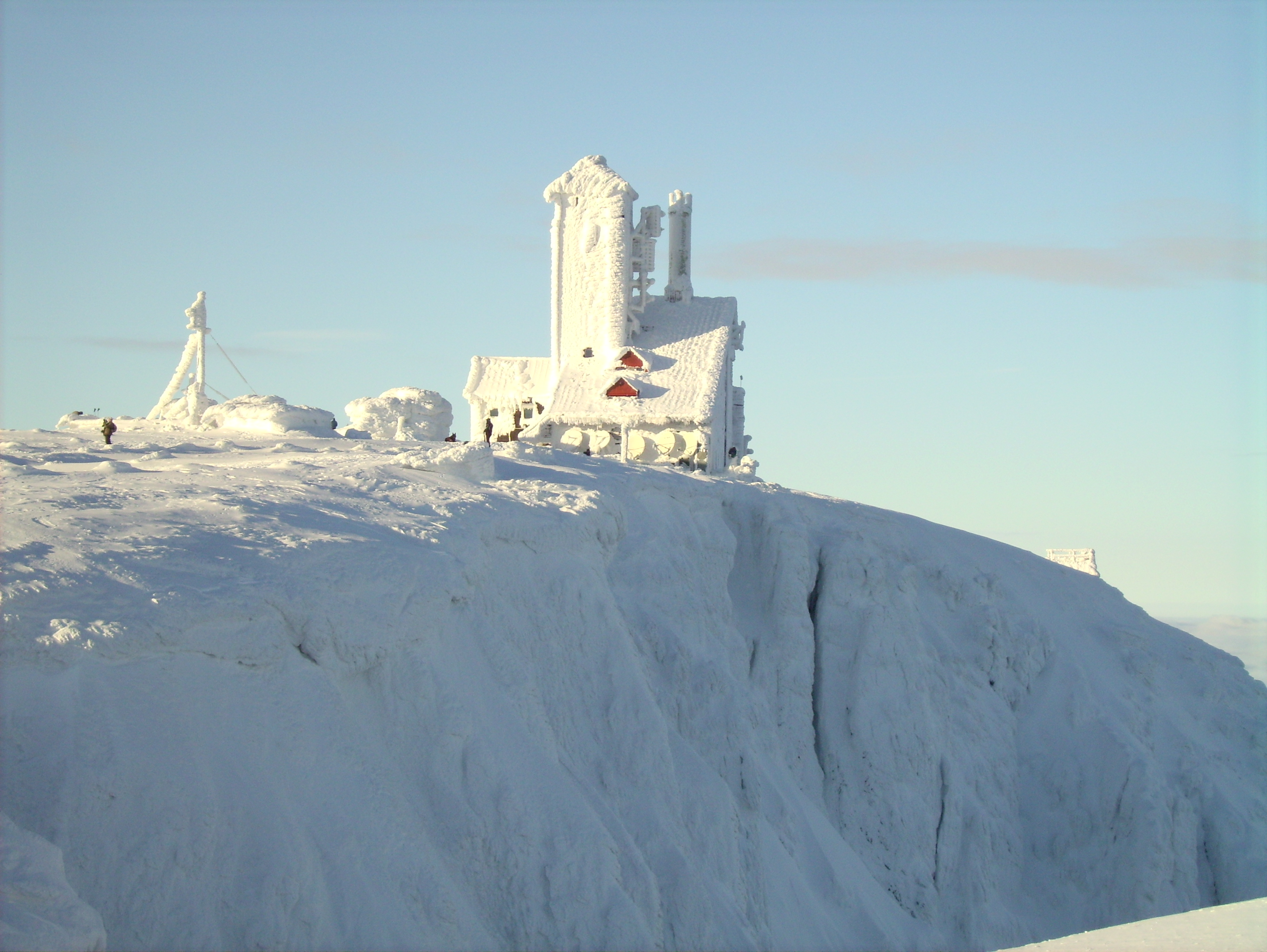
Stacja przekaźnikowa w zimie

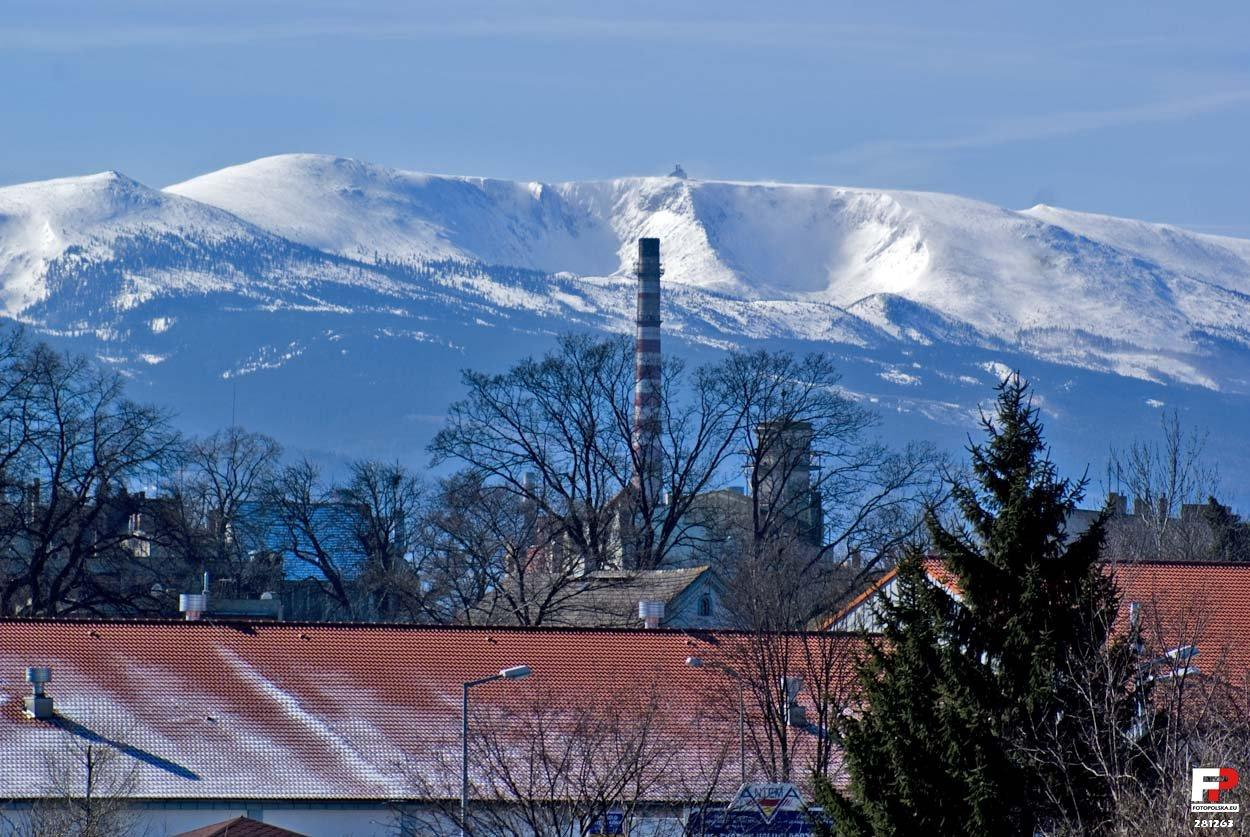
Widok na Śnieżne Kotły z Jeleniej Góry

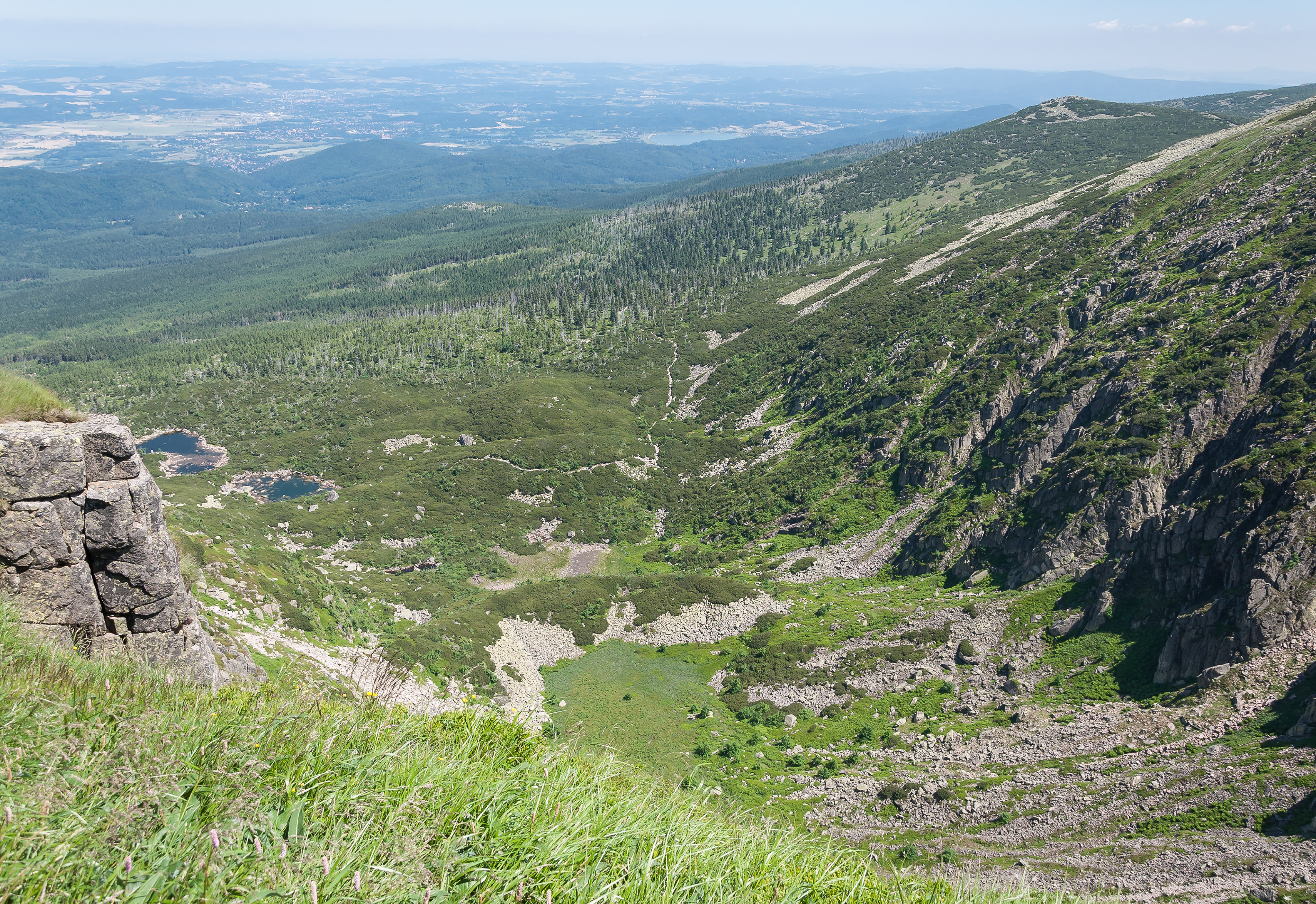
Wielki Śnieżny Kocioł

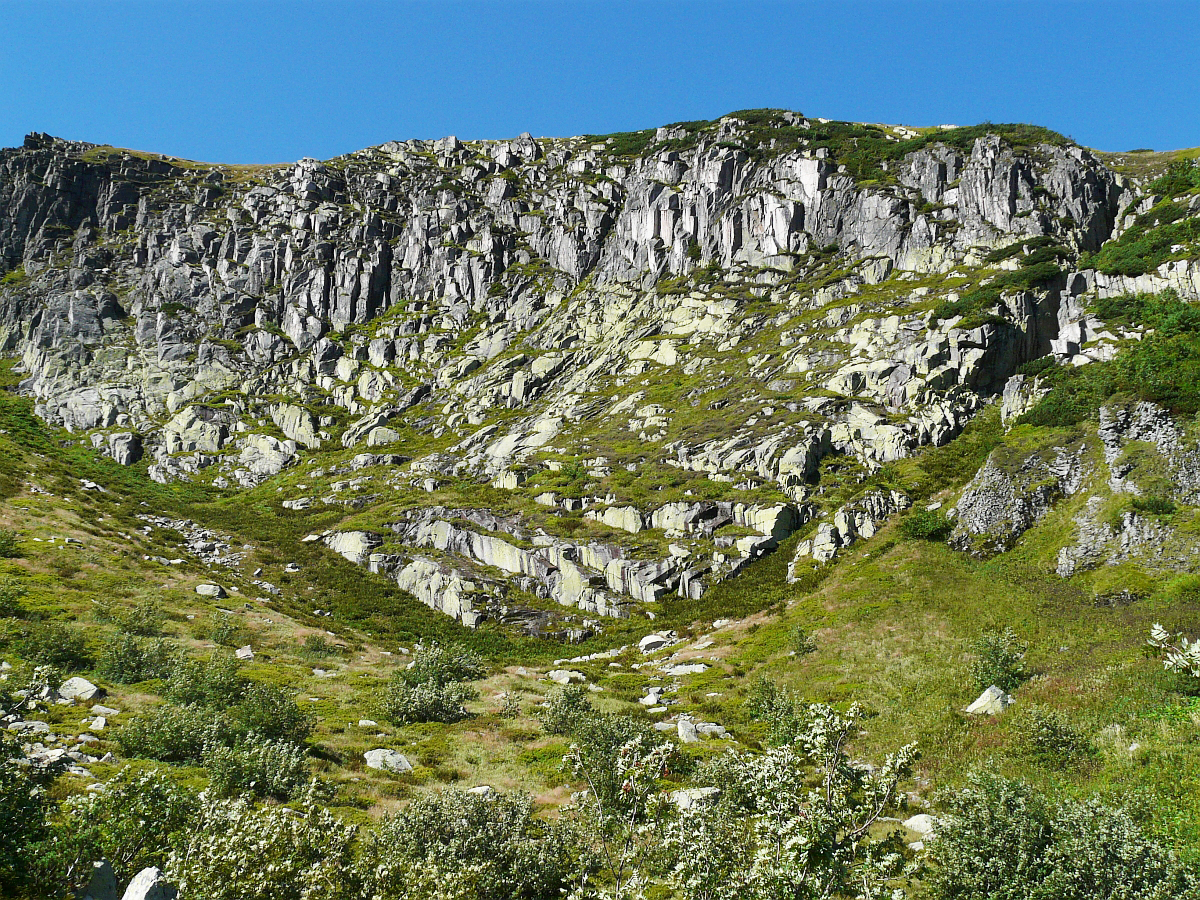
Mały Śnieżny Kocioł

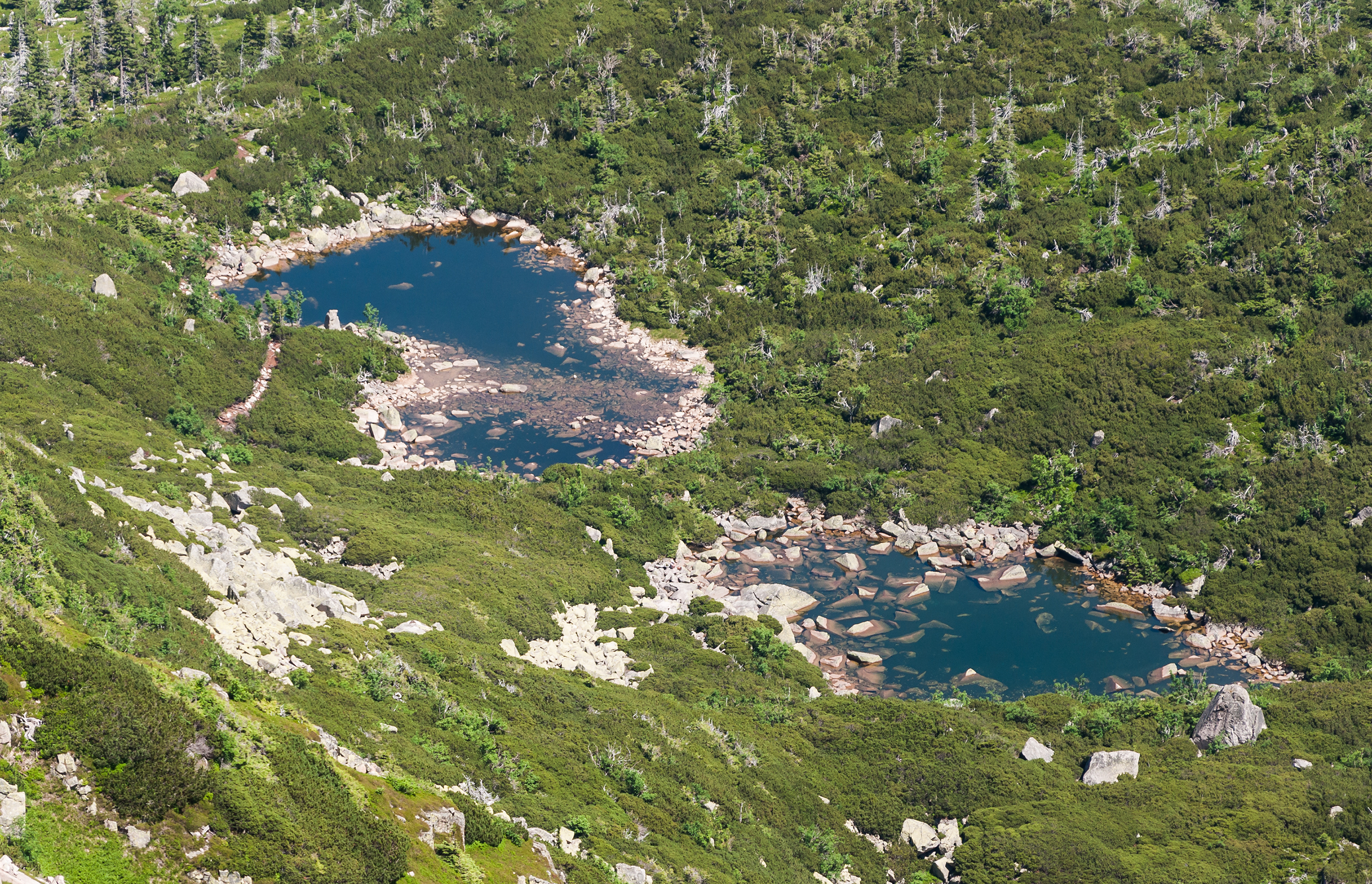
Śnieżne Stawki

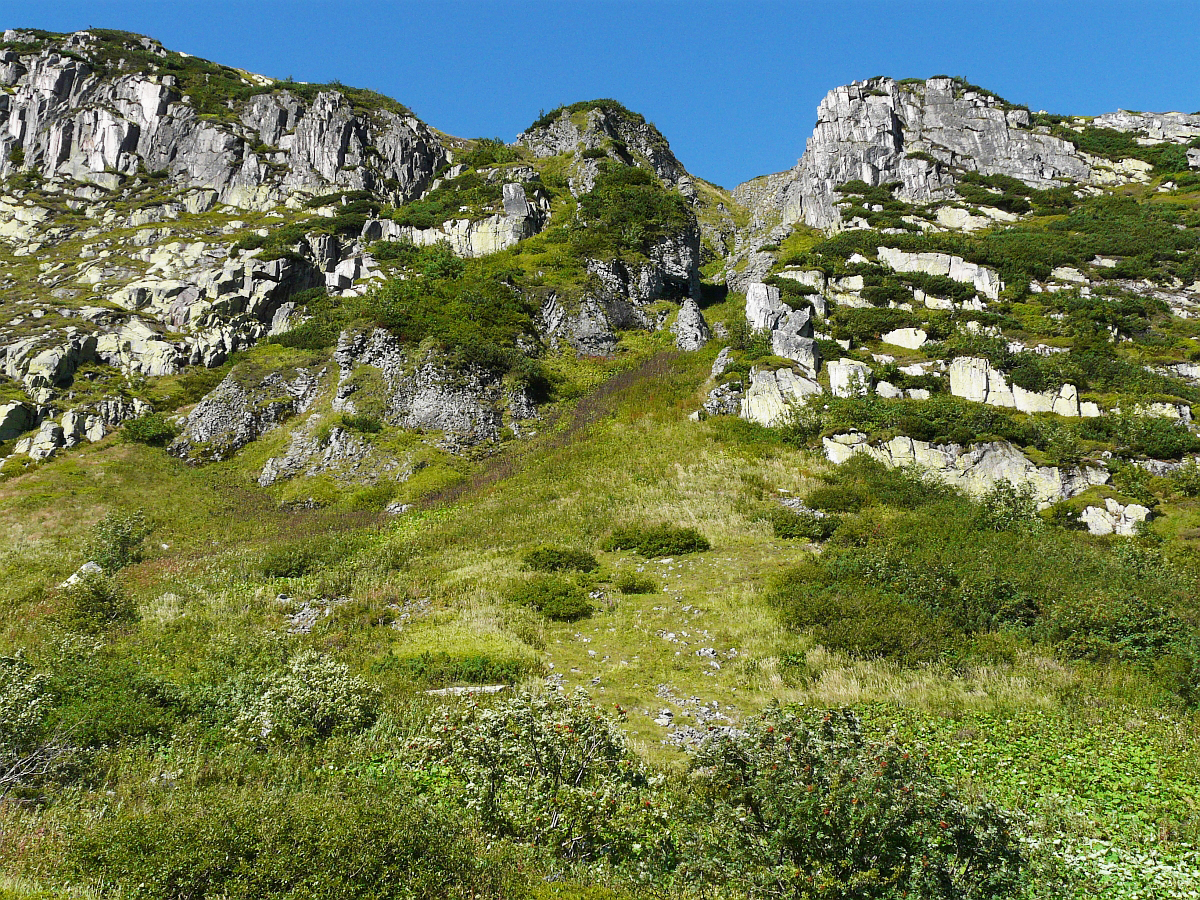
Żyła bazaltowa w Małym Śnieżnym Kotle

Śnieżne Kotły (niem. Schneegruben, czes. Sněžné jámy) – kotły polodowcowe w Karkonoszach, w południowo-zachodniej Polsce.

## Położenie
Śnieżne Kotły położone są w zachodniej części Karkonoszy (Śląski Grzbiet) między Wielkim Szyszakiem (1509 m n.p.m.) a Łabskim Szczytem (1471 m n.p.m.). W całości leżą w gminie Piechowice.

## Opis
Śnieżne Kotły składają się z dwóch cyrków lodowcowych – od zachodu Małego Śnieżnego Kotła i od wschodu – Wielkiego Śnieżnego Kotła, oddzielonych skalistą grzędą.

### Mały Śnieżny Kocioł
Głębokość Małego Śnieżnego Kotła wynosi ok. 300 m, a wysokość ścian skalnych dochodzi do 100 m. Ściany są poprzecinane kilkoma żlebami. Poniżej wylotów żlebów znajdują się stożki usypiskowe (piargi). Jego dno leży na wysokości ok. 1175 m n.p.m.

### Wielki Śnieżny Kocioł
Głębokość Wielkiego Śnieżnego Kotła wynosi ok. 250 m, a wysokość ścian osiąga 150 m. Są one pocięte siedmioma żlebami, u wylotu których narosły stożki usypiskowe. Dno kotła leży na wysokości ok. 1245 m n.p.m.

### Moreny
W obrębie Śnieżnych Kotłów oraz na ich przedpolu znajduje się pięć wałów moren czołowych i bocznych, natomiast przestrzeń pomiędzy nimi pokryta jest głazami moreny dennej. Najwyższe osiągają około 15 m wysokości. Najniżej położone moreny czołowe występują na wysokości 860–900 m n.p.m. Największy zasięg lodowca wynosił ok. 2000 m. Moreny, zwłaszcza dolne – najstarsze, są częściowo rozmyte przez wody.

### Śnieżne Stawki
Na dnie Wielkiego Śnieżnego Kotła i na przedpolu Małego Śnieżnego Kotła, pomiędzy morenami, znajdują się trzy, okresowo wysychające jeziorka polodowcowe o nazwie Śnieżne Stawki i kilka młak.

## Powstanie
Do powstania lodowców oraz ich wytworów – kotłów, moren i stawków doszło w plejstocenie, prawdopodobnie w czasie ostatniego zlodowacenia (bałtyckiego).

## Budowa geologiczna
Całe otoczenie kotłów zbudowane jest z granitu karkonoskiego. W Małym Śnieżnym Kotle znajduje się żyła (dajka) późnooligoceńskiego (datowanego na 26 mln lat) bazaltu, zmiennej szerokości 30–60 metrów i obserwowanej długości 120 m, odsłonięta w granitowej ścianie.

## Klimat
W latach 1881–1930 funkcjonowała tu klimatologiczna stacja meteorologiczna (wysokość 1492 m n.p.m., 50°47′N 15°34′E/50,783333 15,566667). Średnie wartości roczne: temperatura powietrza +0,5 °C (najzimniejsze: styczeń −6,9 °C i luty −7,0 °C; najcieplejsze: lipiec 9,1 °C i sierpień 8,4 °C); opady 1480 mm (najwilgotniejsze: lipiec 171 mm i sierpień 150 mm, najmniej wilgotne: kwiecień 93 mm, listopad 95 mm i grudzień 95 mm).

## Roślinność
Śnieżne Kotły są doskonałym przykładem występowania alpejskiego krajobrazu w Karkonoszach. W ich obrębie występuje wiele chronionych i rzadkich gatunków roślin. W tzw. Żlebie Bazaltowym w Małym Śnieżnym Kotle w związku ze specyficznym skalnym podłożem obserwuje się największą bioróżnorodność roślinną na obszarze Karkonoszy. Występuje tu skalnica śnieżna – Saxifraga nivalis (gatunek endemiczny, jest to jedyne stanowisko w Europie Środkowej), występuje też tutaj jedyne na świecie stanowisko podgatunku skalnicy darniowej, tzw. bazaltowej – Saxifraga moschata basaltica. Na bazalcie występuje świetlik maleńki – Euphrasia minima. Jedyne w Polsce, oprócz Tatr, stanowisko ma tu paproć rozrzutka alpejska – Woodsia alpina. W Kotłach liczne są rzadkie gatunki flory alpejskiej i arktycznej, m.in. sasanka alpejska – Anemone alpina, pierwiosnek maleńki – Primula minima, wawrzynek wilczełyko – Daphne mezereum, tojad mocny – Aconitum firmum, róża alpejska – Rosa pendulina, modrzyk górski – Cicerbita alpina, zimoziół północny – Linnaea borealis (relikt epoki lodowcowej), miłosna górska – Adenostyles alliariae, rdest wężownik – Polygonum bistorta. Na skałach moreny rosną najstarsze rośliny Karkonoszy – porosty miseczkowate (Rhizocarpon lecanorinum), mające ponad 600 lat.

## Świat zwierząt
Do rzadkich gatunków fauny spotykanych w Karkonoszach należą m.in. reliktowe ślimaki arktyczne, płochacze halne i drozdy obrożne.

## Ochrona przyrody
W 1933 r. Śnieżne Kotły uzyskały status rezerwatu przyrody. Po utworzeniu Karkonoskiego Parku Narodowego znalazły się w całości na jego obszarze. Są objęte ochroną ścisłą.

## Infrastruktura
Nad krawędzią kotłów usytuowana jest radiowo-telewizyjna stacja przekaźnikowa, będąca niegdyś schroniskiem. Obok znajduje się grupa skalna o nazwie Czarcia Ambona.

## Historia zagospodarowania
W 1837 hrabia Schaffgotsch postawił nad Śnieżnymi Kotłami pierwsze w Karkonoszach schronisko turystyczne (Schneegrubenbaude) z prawdziwego zdarzenia (na Śnieżce jako schronisko służyła dawna kaplica). Po przebudowach i rozbudowie funkcjonowało do maja 1961, kiedy uruchomiono tam stację przekaźnikową.

## Turystyka
Śnieżne Kotły to doskonały punkt widokowy, z którego roztacza się panorama Karkonoszy, Gór Izerskich, Gór Kaczawskich, Rudaw Janowickich i Kotliny Jeleniogórskiej. Przy dobrej pogodzie widać Ślężę na Przedgórzu Sudeckim.
Dnem Śnieżnych Kotłów biegnie zielony szlak turystyczny, prowadzący Ścieżką nad Reglami z okolicy schroniska pod Łabskim Szczytem przez Śnieżne Kotły i Czarny Kocioł Jagniątkowski do Przełęczy Karkonoskiej. Szlak ten jest często zamykany w okresie zimowym z uwagi na zagrożenie lawinowe. Górną krawędzią kotłów prowadzi szlak czerwony, fragment Głównego Szlaku Sudeckiego ze Szklarskiej Poręby do Karpacza przez Śląski Grzbiet. Po czeskiej stronie szlak żółty prowadzi do schroniska Labská bouda.